# Le Fils du requin
Pour plus de détails, voir Fiche technique et Distribution.
Le Fils du requin est un film français réalisé par Agnès Merlet, sorti le 24 novembre 1993 en France.

## Synopsis
Dans une petite ville du Nord de la France, deux gamins d'une dizaine d'années, Martin et Simon, rejetés par leur père et livrés à eux-mêmes depuis que leur mère a quitté le foyer familial, tombent dans la délinquance pour survivre. Ils sont utilisés un temps par des bandes de garçons plus grands qu'eux, puis tentent de se mettre à leur compte, mais ils doivent subir la loi des plus forts. Dormant dans des wagons de marchandise, ils sont pris par les gendarmes et placés l'un en foyer, l'autre en famille d'accueil. C'est pour mieux s'en échapper à chaque fois, tant et si bien que l'administration, désarmée, ne sait plus que faire d'eux...

## Fiche technique
- Titre français : Le Fils du requin
- Réalisation : Agnès Merlet
- Scénario : Santiago Amigorena et Agnès Merlet
- Musique : Bruno Coulais
- Sociétés de production : Compagnie des Images  - France 3 Cinéma  - In Visible Films  - Première Heure  - RTL-TVi  - Saga Film  - Société des Établissements Louis Gaumont
- Pays d'origine :  France,  Belgique,  Luxembourg
- Langue : français
- Format : couleurs - 35 mm - 2,35:1
- Genre : drame
- Durée : 85 minutes
- Date de sortie : France - 24 novembre 1993

## Distribution
- Ludovic Vandendaele : Martin
- Eric Da Silva : Simon, son frère
- Sandrine Blancke : Marie, qu'aime Martin
- Maxime Leroux : le père
- Yolande Moreau : l'automobiliste

## Autour du film
Le scénario est inspiré d'un fait divers survenu dans la banlieue de Rouen en 1987.
Le film a été tourné à Ault dans la Somme et au Tréport en Seine-Maritime.
Le titre évoque Lautréamont, un poète mort prématurément, adulé par André Breton et les surréalistes. Dans son œuvre en prose Les Chants de Maldoror on peut lire : « si cela avait pu dépendre de ma volonté, j'aurais voulu être plutôt le fils de la femelle du requin (...), je ne serais pas si méchant ». Une phrase répétée, et avec plusieurs variantes, pendant tout le film.
Le film oscille constamment entre la réalité et le rêve, proposant à travers les images fortes et réalistes de la vie transcendées par les visages et les mots des enfants, « un poème de la révolte ».

## Distinctions
- Prix de la Critique Internationale au Festival de Venise en 1993.
- Le film est sélectionné pour le César du meilleur premier film en 1994.
- Prix de la Fondation GAN, 1991
- Félix du meilleur film Européen, catégorie jeune réalisateur, Berlin, 1994
- Prix des Rencontres Franco Franco-Américaines, Avignon, 1994
- Meilleur 1er Film, Lisbonne, 1994
- Prix du Public, Belfort, 1993
- Grand Prix, Sarlat, 1993
- Prix de la CICAE et Meilleure Photo, Namur, 1993
- Mention du Jury, Valencia, 1994